# بينغت ستيرن
بينغت ستيرن (بالسويدية: Bengt Stern)‏ هو طبيب وكاتب وعالم نفس سويدي، ولد في 3 أكتوبر 1930، وتوفي في 6 سبتمبر 2002.